# Wer hat Angst vor Virginia Woolf?
Wer hat Angst vor Virginia Woolf? (englischer Originaltitel Who’s Afraid of Virginia Woolf?) ist das bekannteste Stück des US-amerikanischen Dramatikers Edward Albee. Es wurde am 13. Oktober 1962 am Billy Rose Theater in New York uraufgeführt. Die Originalbesetzung waren Uta Hagen als Martha, Arthur Hill als George, Melinda Dillon als Honey und George Grizzard als Nick. Regie führte Alan Schneider. Die Uraufführung der deutschsprachigen Übersetzung von Pinkas Braun fand am 13. Oktober 1963 am Schloßparktheater Berlin statt. Regie führte Boleslaw Barlog mit Maria Becker und Erich Schellow in den Hauptrollen.
Berühmt wurde das Stück durch Mike Nichols’ Verfilmung mit Elizabeth Taylor und Richard Burton im Jahre 1966 (Drehbuch: Ernest Lehman). Es gehört inzwischen zu den Bühnen-Klassikern des 20. Jahrhunderts und wurde mittlerweile von Alissa und Martin Walser neu übersetzt.

## Handlung
1. Akt Gesellschaftsspiele
Der Geschichtsprofessor George (46) und seine Frau Martha (52), die seit 20 Jahren verheiratet sind, kehren gegen zwei Uhr morgens von einer Feier heim. Martha eröffnet ihrem Mann, noch ein junges Paar geladen zu haben, und zwar den neuen Biologieprofessor Nick und seine Frau Honey. Marthas Vater, der Dekan der Universität, habe gesagt, es sei wichtig, sich gut mit ihnen zu verstehen.
Aufgebracht darüber, dass seine Frau ihn vor vollendete Tatsachen stellt, beginnt George einen Streit mit ihr. Da beide schon alkoholisiert sind und auch fortfahren zu trinken, heizt sich die Stimmung weiter auf. Martha nutzt die Gelegenheit, um ihren Mann vor den Gästen zu demütigen. Nick und Honey werden hierbei zu hilflosen Zeugen. Martha wirft George in verletzender Art vor, er sei als Mensch, als Mann und als Historiker ein Versager. George verteidigt sich indirekt, indem er Nick seine Überlegenheit in philosophischer Hinsicht merken lässt.
2. Akt Walpurgisnacht
Nun wird Nick als Versager entlarvt. Er hat Honey geheiratet, weil er deren eingebildete Schwangerschaft für wahr gehalten hat und das Vermögen wollte, das Honeys Vater, ein Wanderprediger, angehäuft hatte.
Nachdem George in seiner Rage versucht, seine Frau Martha zu erwürgen, wendet diese immer extremere Mittel an, um ihn vorzuführen und lächerlich zu machen. Sie flirtet so lange mit Nick, bis dieser mit ihr in Marthas und Georges Küche verschwindet.
Honey hingegen bekommt von alledem nicht mehr viel mit. Sie betrinkt sich heillos, und irgendwann bekommt sie Wahnvorstellungen, in deren Verlauf sie damit beginnt, vor sich hinzumurmeln. George steht daneben und reagiert nicht, als sie im Zuge dieser Wahnvorstellung offenbar von einer Vergewaltigung träumt. Ihr plötzlicher Aufschrei: „Es klopft!“ lässt die Szene enden. Da kommt George die entscheidende Idee, wie er sich für die ständigen Demütigungen durch seine Frau rächen kann und auch ihren innersten unerfüllten Wunsch an diesem Morgen aufdecken kann. Martha hat als Gegenbild zu ihrem ihr trostlos erscheinenden Alltag in ihrer Phantasie einen Sohn erschaffen, der es weit gebracht hat. George beschließt, Marthas Lebenslüge zu zerstören.
3. Akt Austreibung
Gegen ihren Willen wird Martha aus dem nur in ihrer Phantasie bestehenden Paradies vertrieben. Durch seine eigenmächtige Fortführung der Erzählung lässt George den Sohn sterben. Am nächsten Tag wäre diese Geschichte und somit auch der erfundene Sohn 21 Jahre alt und somit volljährig geworden. Nachdem Martha und George in einem in allen Einzelheiten durchgespielten Trauerakt ihren nicht vorhandenen Sohn beigesetzt haben, wird es Tag: nicht nur eine Zeitangabe, gleichzeitig ein Hinweis auf die Überwindung der Nacht, in die sich Martha geflüchtet hatte. Als sie erkennt, dass sie keinen Sohn mehr hat, zu dem sie sich flüchten kann, sieht sie ein, dass sie auf George angewiesen ist wie er auf sie. Honey hat zum ersten Mal darüber nachgedacht, welche Bedeutung Kinder haben; sie sieht, wie sehr Martha ein Sohn fehlt, und überwindet ihre Angst vor Schwangerschaft und Geburt; sie ringt sich zu der Entscheidung durch, ein Kind zu wollen – wie Marthas Sprung aus dem Reich der Phantasie in die Wirklichkeit ein optimistischer Schluss.

## Titel
Der Titel des Stückes, der die Schriftstellerin Virginia Woolf erwähnt, ist eine Anspielung auf das Kinderlied Wer hat Angst vorm bösen Wolf? (Who’s afraid of the big bad wolf?). Albee entdeckte den Satz „Who’s afraid of Virginia Woolf?“ Jahre vor der Entstehung des Dramas an der Wand eines New Yorker Nachtlokals. Über die Verbindung zwischen dem Inhalt des Stückes und dem Werk der englischen Schriftstellerin wurde viel spekuliert. Albee selbst übersetzte die Frage nach der Angst vor Virginia Woolf mit „Wer hat Angst, sein Leben ohne Illusionen zu leben?“

## Ausgaben
- Edward Albee: Wer hat Angst vor Virginia Woolf …? Ein Stück in drei Akten. 208.–212. Tausend. Fischer-Taschenbuch-Verlag, Frankfurt am Main 1994 (deutsche Erstausgabe 1963), ISBN 3-596-27015-4 (Originaltitel: Who’s afraid of Virginia Woolf?, übersetzt von Pinkas Braun).

## Inszenierungen (Auswahl)
- Burgtheater Wien, Regie: Hans Neuenfels, Premiere am 15. Dezember 1991, mit Elisabeth Trissenaar, Klaus Maria Brandauer, Andrea Clausen und Markus Boysen
- Deutsches Theater Berlin, Regie: Jürgen Gosch, Premiere am 18. November 2004, mit Corinna Harfouch, Ulrich Matthes, Katharina Schmalenberg und Alexander Khuon
- Ernst Deutsch Theater Hamburg, Regie: Harald Weiler, Premiere am 16. Januar 2025, mit Anika Mauer, Luc Feit, Nayana Heuer und Lennart Hillmann

## Verfilmung
- 1966: Wer hat Angst vor Virginia Woolf? (Mike Nichols)

## Auszeichnungen
- 1963: Tony Award in der Kategorie Beste Theaterregie für Alan Schneider